# Postulato di Hammond
Il postulato di Hammond, chiamato anche di Hammond-Leffler, è una ipotesi derivata dalla teoria dello stato di transizione, che si applica allo stato di transizione delle molecole organiche secondo il quale:
se due stati, ad esempio uno stato di transizione e un intermedio instabile, si susseguono nel corso di una reazione e sono energeticamente simili, la loro interconversione comporta una lieve riorganizzazione della struttura molecolare.

## Interpretazione del postulato
Secondo il postulato di Hammond si può affermare che la struttura di uno stato di transizione assomiglia a quella della specie che gli è più vicina in energia. In una reazione endotermica, quindi, la struttura dello stato di transizione assomiglia a quella dei prodotti, mentre in una reazione esotermica assomiglia a quella dei reagenti.

## Storia del postulato
George S. Hammond formulò per la prima volta il postulato che porta il suo nome nel 1955, mentre era professore di chimica nello stato dell'Iowa. Hammond mise per la prima volta nero su bianco il postulato nel Journal of the American Chemical Society. John E. Leffler della Florida State University ha proposto idee simili qualche anno prima di Hammond , ma la versione di quest'ultimo è più famosa.